# NGC 6081
NGC 6081 est une galaxie lenticulaire située dans la constellation d'Hercule. Sa vitesse par rapport au fond diffus cosmologique est de 5 195 ± 7 km/s, ce qui correspond à une distance de Hubble de 76,6 ± 5,4 Mpc (∼250 millions d'al). NGC 6081 a été découverte par l'astronome français Édouard Stephan en 1870. Cette galaxie a aussi été observée par l'astronome américain Lewis Swift le 7 avril 1888 et elle a été inscrite à l'Index Catalogue sous la désignation IC 1202.